# Ethemon iuba
Ethemon iuba là một loài bọ cánh cứng trong họ Cerambycidae.